# Cornelia Bouman
Cornelia "Kea" Bouman (Almelo, Països Baixos, 23 de novembre de 1903 − Delden, Overijssel, Països Baixos, 17 de novembre de 1998) fou una tennista neerlandesa. És l'única tennista d'aquest país que ha guanyat un títol de Grand Slam individual, concretament l'Internationaux de France l'any 1927. Posteriorment també repetí en dobles femenins junt a l'espanyola Lilí Álvarez També va esdevenir la primera atleta neerlandesa en guanyar una medalla olímpica quan va aconseguir la medalla de bronze en els Jocs Olímpics de París 1924 en categoria de dobles mixtos fent parella amb Hendrik Timmer.
A banda del tennis també va tenir èxit en altres esports com el golf o l'hoquei sobre gespa, en els quals fou campiona nacional i participà en la selecció nacional respectivament.
El 27 de gener de 1931 es va casar amb Wilhelm Tiedemann a la seva ciutat natal i es va retirar de l'esport. Poc després van emigrar a les Índies Orientals Neerlandeses, on van residir durant nou anys mentre el seu marit treballava com a geòleg. Posteriorment es van traslladar als Estats Units.

## Torneigs de Grand Slam

### Individual: 1 (1−0)
| Resultat  | Núm. | Any  | Campionat                               | Oponent a la final   | Marcador |
| --------- | ---- | ---- | --------------------------------------- | -------------------- | -------- |
| Guanyador | 1.   | 1927 | Internationaux de France, París, França | Irene Bowder Peacock | 6−2, 6−4 |

### Dobles: 1 (1−0)
| Resultat  | Núm. | Any  | Campionat                               | Parella      | Oponents a la final      | Marcador |
| --------- | ---- | ---- | --------------------------------------- | ------------ | ------------------------ | -------- |
| Guanyador | 1.   | 1929 | Internationaux de France, París, França | Lilí Álvarez | Bobbie Heine Alida Neave | 7−5, 6−3 |

## Jocs Olímpics

### Dobles mixts
| Any  | Campionat                    | Parella        | Oponents                      | Resultat |
| ---- | ---------------------------- | -------------- | ----------------------------- | -------- |
| 1924 | Jocs Olímpics, París, França | Hendrik Timmer | Brian Gilbert Kathleen McKane | Renúncia |